# Poiretia tetraphylla
Poiretia tetraphylla là một loài thực vật có hoa trong họ Đậu. Loài này được (Poir.) Burkart miêu tả khoa học đầu tiên.